# Carl Julius Bernhard von Bohlen
Carl Julius Bernhard von Bohlen, född 17 januari 1738 på Slottet Karlsburg i Karlsburg, död 10 januari 1813 var tysk riksgreve, svensk generallöjtnant samt även en av rikets herrar.

## Bakgrund
Carl Julius Bernhard von Bohlen tillhörde en grevlig släkt von Bohlen från Preussen som är känd sedan 1316. Huvudmannagrenen bosatte sig i Pommern, i vad som kom att bli Svenska Pommern. Hans far Carl Heinrich Bernd von Bohlen var riksgreve och svenskt regeringsråd i Svenska Pommern och modern hette Anna Eleonora von Normann.
von Bohlen blev med tiden utnämnd till generallöjtnant samt en av rikets herrar. Han blev även Kommendör med stora korset av Svärdsorden

### Familj
von Bohlens första hustru var friherrinnan Hedvig Birgitta Magdalena von Krassow vars mor var en svensk grevinna Lillienstedt. Bland deras ättlingar finns furstar av Carolath-Beuthen och Schönaich-Carolath, varav en ättling Hermine av Schönaich-Carolath var gift med Vilhelm II av Tyskland (barnlöst äktenskap); Henriette, hennes dotter från första äktenskapet, gifte sig sedermera med prins Karl Franz av Preussen av huset Hohenzollern, den föregående makens barnbarn i dennes första äktenskap.

### Titel
von Bohlen var arvherre till Karlsburg, Jasedow, Steinfurt och Zarkow, och herre till Murchin, Libbenow, Crenzow och Zarrentin